# ChatZilla
El ChatZilla és un client de xat IRC que utilitza la tecnologia Mozilla.
Disposa de la majoria de característiques habituals dels clients IRC, com ara connexions a múltiples servidors, IPv6, xifratge SSL i accepta els codis de caràcters UTF-8. Implementa el JavaScript com a llenguatge de seqüències. L'aparença del programa pot modificar-se fàcilment gràcies a fulls d'estils CSS, com ara un que permet mostrar fotografies dels usuaris que parlen en un canal. Altres característiques, com el DCC, permet que els usuaris es transfereixin fitxers entre ells.
El ChatZilla s'inclou per defecte en la Mozilla Suite com també en el Seamonkey, però també com a extensió opcional per al Firefox. En un futur funcionarà com a aplicació independent gràcies al XULRunner.